# Velîki Kutîșcea, Kalînivka
Velîki Kutîșcea (în ucraineană Великі Кутища) este un sat în comuna Liulînți din raionul Kalînivka, regiunea Vinnița, Ucraina.

## Demografie
Componența lingvistică a localității Velîki Kutîșcea
     Ucraineană (98,99%)
     Rusă (1,01%)
Conform recensământului din 2001, majoritatea populației localității Velîki Kutîșcea era vorbitoare de ucraineană (98,99%), existând în minoritate și vorbitori de rusă (1,01%).